# Stephan Runge (Künstler, 1947)
Stephan Runge (* 1947 in Barkhausen, Porta Westfalica) ist ein deutscher Künstler. Sein Œuvre umfasst Malerei, Zeichnung, Objekt, Installation, Fotografie und Musik. Er lebt und arbeitet in Düsseldorf und Köln.

## Leben und Werk
Von 1966 bis 1973 studierte Stephan Runge an der Kunstakademie Düsseldorf bei Joseph Beuys, der ihn zu seinem Meisterschüler ernannte. Runge arbeitet mit archaischen Zeichensystemen und Farbcodes, die er auf Gläser, Spiegel, Tücher und Papiere malt. Bei der Bearbeitung dieser unterschiedlichen Materialträger mit Acryl, Öl, Pigmenten, Aquarell und Tusche wendet er eine Technik an, die er aus seinen Erfahrungen mit fotochemischen Prozessen entwickelt hat. Seine skulpturalen Werke, bestehend aus objets trouvés, Eisen, Holz oder Stein kombiniert er in seinen Ausstellungen ortsspezifisch mit Malerei, Zeichnung oder Diaprojektion. Er findet Formen, Kräfte und Energien in der Natur, die er auf seine Materialien überträgt.
Seine erste Einzelausstellung hatte Runge 1975 in der Galerie Erhard Klein, Bonn. Es folgten viele Einzel- sowie Gruppen-Ausstellungen in national und international renommierten Galerien und Museen. Zwischen 1989 und 1993 hielt er sich in Japan auf und fertigte großformatige Arbeiten auf handgeschöpftem Papier und transparenten Seiden an. Auf der documenta IX zeigte er 1992 die Werke „Fuchs“ (1982) und „Sky“ (1992). 1993 nahm er am Austauschprogramm für Künstler der Präfektur Osaka, Japan (Art-Ex) teil und erhielt den Spezialpreis der Osaka Triennale ‘93 für sein Werk „Glory Sun of Death“.  Zwischen 2005 und 2007 entstand der siebenteilige Gemälde-Zyklus „Die Schlacht von Bagdad“ in seinem Atelier in Düsseldorf. Runges Werke sind den individuellen Mythologien zuzuordnen.
Er assistierte Sigmar Polke in drei Ausstellungen. 1986: „Athanor“, Deutscher Pavillon, XLII. Biennale di Venezia. Herstellung des Wandbildes in der Konche des Pavillons mit hydrosensiblen Pigmenten, die je nach Luftfeuchtigkeit mit Farbwechsel zwischen Rosé- und Blautönen reagierten; 1988: ARC, Musée d’Art Moderne de la Ville de Paris. „Große 'Wandmalerei' auf konvexem schwarzem Grund, ausgeführt in farbloser, thermosensibler 'Farbe' “ 1990: San Francisco Museum of Modern Art. Monochrome Ausmalung der Wandnischen im Oberlichtsaal des Museums mit den Farbpigmenten Malachit, Zinnober, Lapislazuli, Realgar.

## Preise und Stipendien
- 1982 Stiftung Kunstfonds Bonn, Arbeitsstipendium
- 1993 Artist-in-Residence, „Art Ex“, Osaka, Japan
- 1993 „Special Prize of the International Triennial Competition of Painting“ Osaka, Japan

## Einzelausstellungen (Auswahl)
- 1975  Galerie Erhard Klein, Bonn
- 1977 „teit es eshol“, Studio Oppenheim, Köln
- 1980 Oxymoron, Tücher und Gläser, Krefelder Kunstverein
- 1981 Nommo, Galerie Ha.Jo. Müller, Köln
- 1983  Tücher, Galerie Toni Gerber, Bern
- 1985  Städtisches Kunstmuseum Bonn und Museum van Hedendaagse Kunst, Gent[13]
- 1988  Nordjyllands Kunstmuseum, Aalborg, Dänemark
- 1989 Eisenraum, Kunstmuseum Düsseldorf
- 1990  Galerie Claudine Papillon, Paris
- 1991  Staatliche Kunsthalle Baden-Baden[14]
- 1992  Kunstverein im Fridericianum, Kassel
- 1993 „Silk Flags“ 141, Sendai, Japan
- 1995 Zeitkunstgalerie, Kitzbühel, Österreich
- 1997 „Der gezähmte Drache“, Galerie Erhard Klein, Bad Münstereifel
- 2004 „und dann und wann“, Galerie Erhard Klein, Bad Münstereifel
- 2007 „Stephan Runge, Bilder“, Galerie Kiki Maier-Hahn, Düsseldorf

## Ausstellungsbeteiligungen (Auswahl)
- 1969 „Intermedia“, Heidelberg
- 1972 ”Szene Rhein-Ruhr“, Museum Folkwang, Essen (mit Bruno Demattio)
- 1973 „Between 7“, Kunsthalle Düsseldorf
- 1979 „Schlaglichter. Eine Bestandsaufnahme aktueller Kunst im Rheinland“, Rheinisches Landesmuseum, Bonn
- 1980 „Kunstausstellungen Gutenbergstr. 62 a“, Galerie Max Hetzler, Stuttgart
- 1981 „Bildwechsel“, Akademie der Künste, Berlin
- 1984 „Aperto 84“, 41. Biennale Venedig
- 1987 „Brennpunkt Düsseldorf. Joseph Beuys, die Akademie, der allgemeine Aufbruch.1962-1987“, Kunstmuseum Ehrenhof, Düsseldorf
- 1988 „Meine Zeit mein Raubtier“, Kunstpalast Düsseldorf
- 1989 „International Paper Art Exhibition“, Municipal Museum of Art, Kyoto, Azabu Museum of Arts and Crafts, Tokyo, Japan
- 1990 The Paper Museum, Imadate, Japan
- 1991 „Zehn Jahre Kunstfonds“, Bonner Kunstverein
- 1992  documenta IX, Kassel
- 1996 „Die Sammlung Toni Gerber im Kunstmuseum Bern. Zweiter Teil“, Kunstmuseum Bern
- 2005 „Sich selbst bei Laune halten“, Kunstmuseum Bonn
- 2017 „Singular / Plural - Kollaborationen in der Post-Pop-Polit-Arena“, Kunsthalle Düsseldorf[15]

## Kataloge (Auswahl)
- Sich selbst bei Laune halten – Kunst der 70er aus der Schenkung Ingrid Oppenheim im Kunstmuseum Bonn. Köln, 2005. S. 80–82.
- Kunstfonds: Zehn Jahre. Kunstfonds e.V. in Zusammenarbeit mit dem Bonner Kunstverein [Hrsg.]. Köln 1991. S. 78–79.
- Sammlung Toni Gerber im Kunstmuseum Bern. Zweiter Teil. [26. Juni – 18. August 1996]. Bern, 1996. S. 164.
- Highlights, Rückblick Oppenheim Studio Köln 1973 bis 1979, Städtisches Kunstmuseum Bonn. Bonn, 1981, S. 80 f.
- Treibhaus, Kunstmuseum Düsseldorf. Düsseldorf, 1981, o. S.
- Szenen der Volkskunst, Württembergischer Kunstverein, Stuttgart. Stuttgart, 1981. S. 1.18.
- Bildwechsel. Neue Malerei aus Deutschland. Akademie der Künste, Berlin. Berlin 1981, S. 63, 76 f.

## Werke in öffentlichen Sammlungen
Deutschland
- Kultusministerium des Landes Nordrhein-Westfalen
- Städtisches Kunstmuseum, Düsseldorf
- Kunstmuseum Bonn
- Sammlung Oppenheim im Kunstmuseum Bonn

Belgien
- Museum van Hedendaagse Kunst (MuHKA), Gent
- S.M.A.K. Stedelijk Museum voor Actuele Kunst, Gent

Dänemark
- Kunsten Museum of Modern Art, Aalborg (Nordjyllands Kunstmuseum)

Japan
- National Museum of Art, Osaka

Korea
- Daegu Art Museum, Daegu

Schweiz
- Sammlung Toni Gerber im Kunstmuseum Bern